# Xiruana tetraseta
Xiruana tetraseta är en spindelart som först beskrevs av Cândido Firmino de Mello-Leitão 1939. 
Xiruana tetraseta ingår i släktet Xiruana och familjen spökspindlar. Artens utbredningsområde är Paraguay. Inga underarter finns listade i Catalogue of Life.